# Římskokatolická farnost Starovičky
Římskokatolická farnost Starovičky je územním společenstvím římských katolíků s farním kostelem svaté Kateřiny v rámci hustopečského děkanství brněnské diecéze.

## Historie farnosti
První písemná zmínka o obci pochází z roku 1239. Královna Eliška Rejčka darovala obec nově vzniklému klášteru ve Starém Brně, kde prožila poslední roky svého života. Románský tvar jednolodního kostelíku předpokládá, že mohl být postaven na místě původní stavby z 13. století. V 15. století byla na románském jádře postavena gotická stavba a po roce 1848 byla provedena barokní úprava..

## Duchovní správci
Od 1. srpna 2009 byl administrátorem excurrendo R. D. Mgr. Pavel Kafka.Toho ve funkci vystřídal od 1. srpna 2016 R. D. Mgr. Jan Nekuda.

## Bohoslužby
| Kostel         | Místo      | Bohoslužba (den) | Hodina      | Poznámka     |
| -------------- | ---------- | ---------------- | ----------- | ------------ |
| svaté Kateřiny | Starovičky | neděle středa    | 11.00 17.30 | Farní kostel |

## Kněží z farnosti
Rodákem ze Staroviček byl P. Václav Drbola, farář v Babicích, popravený v roce 1951 StB a justičními orgány ve vykonstruovaném politickém procesu, v tzv. Případu Babice. Zahájen byl proces jeho beatifikace.

## Aktivity farnosti
Dnem vzájemných modliteb farností za bohoslovce a bohoslovců za farnosti brněnské diecéze je 20. říjen. Adorační den připadá na nejbližší neděli po 27. červnu.
Každoročně se zde koná tříkrálová sbírka. V roce 2015 se při ní vybralo 20 133 korun.Při sbírce v roce 2016 činil výtěžek 19 400 korun. V roce 2018 dosáhl výtěžek sbírky 21 289 korun.